# Poliglot
Poliglot je oseba, ki obvlada več jezikov. Ni natančno določeno, koliko jezikov naj bi znal človek preden se ga označi za poliglota, vendar so znani poligloti govorili tudi po več kot deset ali celo na desetine jezikov.

## Nekateri znani poligloti
Guinnessov rekorder na tem področju je novozelandski jezikoslovec in novinar Harold Williams (1876-1928), ki naj bi obvladal 58 jezikov in več njihovih narečij, vendar je ta številka verjetno že presežena. Med znanimi poligloti so tudi:
- Ioannis Ikonomou (1964), prevajalec na Evropski komisiji -32 jezikov
- Charles Berlitz, ameriški pisatelj (1914–2003) - 32 jezikov
- Jean-François Champollion, francoski jezikoslovec in egiptolog (1790–1832)
- Michael Everson, irski jezikoslovec ameriškega rodu, strokovnjak za sisteme pisav (roj. 1963)
- Bulcsú László (1922), hrvaški jezikoslovec ki govori več kot 40 jezikov.
- Kenneth Locke Hale, ameriški jezikoslovec (1934–2001) - 50 jezikov
- Heinrich Schliemann, nemško-ruski trgovec in amaterski arheolog (1822–1890)
- J. R. R. Tolkien, angleški jezikoslovec in pisatelj (1892–1973) - vsaj 13 jezikov in različic, izumil je tudi več lastnih
- Otto Weininger, avstrijski filozof judovskega rodu (1880–1903)
- Norbert Wiener, ameriški matematik (1894–1964) - 10 jezikov
- Karol Józef Wojtyła, papež (1920–2005) - 11 jezikov
- Constantin von Wurzbach, avstrijski bibliotekar, leksikograf in pisatelj (1818–1893)
- Ludwik Lazarus Zamenhof, poljski zdravnik in filolog, začetnik Esperanta (1859–1917)
- Ghil'ad Zuckermann, jezikoslovec, etimolog, profesor, leksikograf (roj. 1971)
- Michele San Pietro (1964-), italijanski prevajalec in jezikoslovec, govori 20 jezikov, vključno s slovenščino.